# Ludvig Bødtcher
 Der er for få eller ingen kildehenvisninger i denne artikel, hvilket er et problem. Du kan hjælpe ved at angive troværdige kilder til de påstande, som fremføres i artiklen.

Ludvig Adolph Bødtcher (født 22. april 1793 i København, død 1. oktober 1874 sammesteds) var en dansk digter.

## Baggrund
Faren, Søren Bødtcher, var inspektør ved Det laurvikske Jernmagasin, og moren, Conradine født Qvist, var en plejedatter af grev Danneskiold-Laurvig. Han gik i Borgerdydskolen i København og dimitteredes her fra 1812, hvorpå han året efter tog Anden Eksamen. Han forlovede sig tidlig med jomfru Pauline Paulsen, men mistede hende efter tre års forløb af brystsyge, og skønt han, som han selv har udtrykt sig i en fragmentarisk autobiografi, "skylder varmhjertede Kvinder mange lykkelige Timer i sit Liv", havde dog mindet om hans ungdoms elskede bestandig en sådan magt over ham, at han "aldrig mere tænkte alvorlig på en lignende Forbindelse", men døde ugift. Bødtcher skrev som ganske ung lejlighedssange og smådigte i tidsskrifter, han spillede komedie i de den gang florerende dramatiske selskaber og lod sig endogså af sin varme interesse for teatret forlede til at skrive recensioner over skuespil i det af A.P. Liunge udgivne Litteratur-, Kunst- og Theaterblad, men om nogen embedseksamen blev der aldrig tale: Bødtcher har altid nydt det samme dolce far niente som på sine gamle dage.

## Rejser
Ved farens død i 1824 arvede han en lille kapital, der var stor nok til at sikre ham en beskeden uafhængighed og desuden satte ham i stand til at realisere et længe næret ønske: at rejse til Italien. Over München drog Bødtcher til Rom, og som opholdet her kom til at udgøre et langt afsnit af hans liv – han blev her 11 år -, således har det også haft den største betydning for hans udvikling som digter. Med den varmeste sympati og med et blik for detaljen, som i reglen kun er forundt kunstneren, så han på Italiens natur og folkeliv, men kun sjælden gav han indtrykkene form i digtning på selve stedet; det var i granden først efter hjemkomsten, til dels endogså i hans sidste år, at minderne formede sig til digte, som imidlertid bestandig bære præget af at være blevne til under oplevelsens og iagttagelsens umiddelbare inspiration og derfor også, bedre end noget andet, vidne om, hvor stærke de stemninger må have været, der bevarede duft og farve så længe. Han levede meget sammen med kunstnere og kom i det varmeste venskabsforhold til Bertel Thorvaldsen. Det er da også Bødtcher, Danmark måske kan takke for, at Thorvaldsens værker efter kunstnerens død tilfaldt hans fødeby og ikke tilegnedes af Bayern, hvorfra der lagdes stærkt an på dem. Bødtcher vedblev nemlig at tale så længe om, at Thorvaldsen absolut burde skænke fædrelandet sine efterladenskaber og bringe sagen i orden på lovformelig måde, at denne til sidst selv bad Bødtcher om at skrive testamentet; men for at dette ikke på grund af en måske ubetydelig formfejl senere skulle kunne underkendes af de italienske autoriteter, skrev Bødtcher i 1833 til konferensråd Jonas Collin og fik gennem ham et af A.S. Ørsted forfattet testamente tilsendt, hvilket Thorvaldsen derpå underskrev. 1835 hentede den danske fregat Bellona i Livorno en del af Thorvaldsens arbejder, og efter indhentet tilladelse fulgte Bødtcher med fregatten hjem til Danmark, som han siden ikke forlod. I en lang årrække beboede han det samme par tarvelige værelser i Sværtegade, og her døde han efter få dages sygdom 1. oktober 1874. Hans senere liv indeholder ingen begivenheder, der tilhører offentligheden eller blot afgive mærkedage for en biografi; den stærke trang til uafhængighed, som blandt andet bragte ham til at afslå Thorvaldsens anmodning om at overtage posten som inspektør ved Museet, var nøje forbunden med en sky for enhver offentlig fremtræden, og Bødtchers yndlingsdevise var sikkert nærmest det klassiske "bene vixit, qvi bene latuit". Imidlertid havde han en udstrakt omgangskreds, og gamle og unge flokkedes endnu i hans allerseneste dage om den alderstegne digter, der som en anden Anakreon kunde tage guitaren ned fra væggen og synge en sang med ungdommeligt liv, og som lige til sin død beholdt digtningens gave og sin sjældne evne til at nyde det skønne i tilværelsen med antik livsglæde.

## Værker
I 1856 samlede Bødtcher første gang et udvalg af sine arbejder i et lille bind Digte, ældre og nyere, hvis bekendte indledningsvers næsten giver publikum en undskyldning for samlingens fremkomst. Der er digtere, hvis spredte småting tage sig ganske tiltalende ud, men hvis produktion, når den møder samlet op, gør et tarveligt indtryk; der er andre, hvis egentlige værdi først går op for det større publikum, når de samlede det spredte, og til dem hører Bødtcher Hans digte regnes nu af enhver, der har kærlighed til dansk litteratur, blandt dennes skønneste frembringelser, og man søger atter og atter hen til dem som til en kær og vel kendt billedskat. Store syner åbner han ikke for en: oftest er det kun en situation eller et sceneri, snart fra hans romerske dage, snart fra hjemmet, og kun sjælden former digtet sig til en fortælling, hvori de skiftende billeder dog er hovedsagen. Bødtcher frembyder for så vidt en lighed med Emil Aarestrup, som begge have deres styrke i at tegne et billede, fremstille en situation, men medens Aarestrups digte nærmest minde om en genial kunstners blyantstegninger, hvor en enkelt genstand i det løse udkast står mere udført og er givet i stærke farver, så at den uvilkårlig trænger sig frem, er Bødtchers digte helt igennem fine akvareller, mesterlig udførte i alle enkeltheder og med diskret kolorit. I det hele taget har Bødtcher, som allerede tidligere antydet, en ualmindelig kærlighed til detaljen, man kan næsten sige en forkærlighed for det små, og han ser med samme glæde over skønheden en solstråle bryde sig i dråben som i verdenshavet. Lidenskab eller overhovedet stærke følelser er hans digtning fremmed for. Har han selv personlig kendt hertil, da har han altid ventet med at producere, til gæringen er endt, og han har kunnet skænke sin ædle vin i fint slebne glas uden nogen sinde at øse så dybt, at bundfaldet er kommet med. Og hermed står det da sikkert også i nær sammenhæng, at hans seneste digte, fremkomne i en alder, hvor den digteriske inspiration ellers som oftest taber sig, vidne om den samme skønhedssans og livsglæde som hans tidligste: hans Blomsterliv er svundet mildt og fredelig og har ikke haft perioder, da flammen blussede så højt op, at det i livets aften skortede lampen på olie.
I 1873 blev han Ridder af Dannebrogordenen.
Ludvig Bødtcher er begravet i Afdeling B, Mindeparken, på Assistens Kirkegård på Nørrebro i København.